# Палеоиспански езици
Палеоиспанските езици са онези на предримското население на Иберийския полуостров или древна Иберия, с изключение на езиците на колонизаторите на полуострова, а това са финикийците и древните гърци.
В процеса на романизация последвал римската колонизация на Иберия, всички тези езици изчезнали с изключение на баския, като латинския е в основата на съвременните иберо-романски езици.
От палеоиспанските езици са се запазили няколко надписа на иберийска писменост от периода между 5 век пр.н.е. и 1 век.
Палеоиспанските езици се поделят на две големи групи:
- Неиндоевропейски, които са:

1. иберийски език;
2. тартесийски език и
3. аквитански език.

- Индоевропейски, които са:

1. келтиберийски език и
2. лузитански език, който португалците считат за раннопортугалски.

В миналото някои автори са причислявали към палеоиспанските езици и слабо познатия пиктския език, говорен в ранното Средновековие в днешна Шотландия, но днес преобладава мнението, че той е келтски език от бритската подгрупа.
Някои езиковеди причисляват лигурския към палеоиспанските езици въз основа сведенията на Сенека от изгнанието му в Корсика, който предава, че лигурите и иберите са две вълни заселници на острова.
Има баско-иберийска хипотеза, според която протобаския и иберийския са родствени езици.